# Carolyn McCurdie
Carolyn McCurdie é uma autora da Nova Zelândia, nascida no Reino Unido.
McCurdie nasceu na Inglaterra e se mudou para a Nova Zelândia, em 1950, com três anos. Ela cresceu em Dunedin e também viveu em Auckland, Waiheke Island, Austrália.
McCurdie trabalhou como professora e bibliotecária na biblioteca da Baía Blueskin. Em 2002, ela foi orientada por Sue McCauley.
Em 2012 McCurdie publicou seu primeiro romance para jovens adultos, The Unquiet. Ela publicou Albatross, uma coleção de contos, em 2006, e uma coleção de poesia, Bones in the Octagon, em 2015. McCurdie também foi publicada em revistas como Landfall e Takahē, e seu trabalho já apareceu na Rádio Nova Zelândia.

## Prêmios
McCurdie recebeu a 1998 o Prêmio Lilian Ida Smith. Seu primeiro romance foi nomeado em 2007 para um dos principais prêmios neozelandeses, Storylines Trust’s Notable New Zealand Children's and Young Adult Books
Em 2013, ela ganhou o primeiro prêmio na New Zealand Poetry Society’s International Poetry Competition com Making Up the Spare Beds for the Brothers Grimm. Seu poema Bridge recebeu uma menção honrosa no 2017 Caselberg Trust International Poetry Prize, e ela também recebeu uma menção honrosa no prêmio de 2012.